# اسپنسرویل (نیومکزیکو)
اسپنسرویل (به انگلیسی: Spencerville) یک منطقهٔ مسکونی در ایالات متحده آمریکا است که در نیومکزیکو واقع شده‌است. اسپنسرویل ۸٫۶۴ کیلومتر مربع مساحت و ۱٬۲۵۸ نفر جمعیت دارد و ۱٬۷۲۸ متر بالاتر از سطح دریا واقع شده‌است.